# Екатериненштадтская волость
Екатериненштадтская во́лость — административно-территориальная единица, входившая в состав Николаевского уезда Самарской губернии. Волость образована в 1871 году в границах Екатериненштадтского колонистского округа. В 1919 году, в связи с образованием первой немецкой автономии, Екатериненштадтская (Екатериноградская) волость была передана Трудовой Коммуне области немцев Поволжья (ТКОНП).
Административный центр — село Екатериненштадт.
Население волости составляли преимущественно немцы (лютеране и католики).
В период до установления советской власти волость имела аппарат волостного правления, традиционный для таких административно-территориальных единиц Российской империи.
Согласно карте уездов Самарской губернии издания губернского земства 1912 года волость располагалась в юго-западном углу Николаевского уезда на границе с Саратовской губернией и Новоузенским уездом. На северо-востоке волость граничила в Рязановской волостью.
Территория бывшей волости является частью земель Марксовского района Саратовской области.

## Состав волости
| Наименование                   | Население | Население | Население | Расстояние (вёрст) до: | Расстояние (вёрст) до: | Расстояние (вёрст) до: | Преобладающие национальности, вероисповедания     | Современное состояние                                   |   |                           |                                                        |
| Наименование                   | 1889 год  | 1897 год  | 1910 год  | Самары                 | Николаевска            | Волостного правления   | Преобладающие национальности, вероисповедания     | Современное состояние                                   |   |                           |                                                        |
| ------------------------------ | --------- | --------- | --------- | ---------------------- | ---------------------- | ---------------------- | ------------------------------------------------- | ------------------------------------------------------- | - | ------------------------- | ------------------------------------------------------ |
| село Боаро                     | 3795      | 4207      | 5123      | Самары                 | Николаевска            | Волостного правления   | 323                                               | 168                                                     | 8 | немцы лютеране и католики | село Бородаевка, Марксовский район Саратовская область |
| село Борегардт                 | 1716      | 1608      | 2268      | 319                    | 164                    | 1                      | немцы лютеране и католики                         | село Приволжское, Марксовский район Саратовская область |   |                           |                                                        |
| село Екатериненштадт (Баронск) | 8820      | 10331     | 15340     | 315                    | 160                    | 0                      | немцы и русские католики, лютеране и православные | город Маркс, Марксовский район Саратовская область      |   |                           |                                                        |
| село Кано                      | 1854      | 1703      | 2196      | 320                    | 165                    | 5                      | немцы лютеране                                    | село Андреевка, Марксовский район Саратовская область   |   |                           |                                                        |
| село Обермонжу                 | 2212      | 2251      | 2752      | 307                    | 152                    | 8                      | немцы католики                                    | село Кривовское, Марксовский район Саратовская область  |   |                           |                                                        |
| село Орловское                 | 4565      | 3775      | 6192      | 303                    | 148                    | 12                     | немцы лютеране                                    | село, Марксовский район Саратовская область             |   |                           |                                                        |
| село Паульское                 | 2450      | 2424      | 2701      | 319                    | 164                    | 4                      | немцы лютеране                                    | село Павловка, Марксовский район Саратовская область    |   |                           |                                                        |
| село Филипсфельд               | 1334      | 1174      | 1748      | 321                    | 166                    | 6                      | немцы лютеране                                    | село Филипповка, Марксовский район Саратовская область  |   |                           |                                                        |
| село Эрнестинендорф            | 1387      | 1425      | 1801      | 323                    | 168                    | 8                      | немцы лютеране                                    | село Берёзовка, Марксовский район Саратовская область   |   |                           |                                                        |